# Rolando Maran
Rolando Maran, né le 14 juillet 1963 à Trente, est un entraîneur italien de football et ancien défenseur devenu entraîneur.

## Carrière

### Joueur
Maran a joué pour Benacense Riva, Chievo, Valdagno, Carrarese et Fano.

### Entraîneur

#### Serie B
Après avoir pris sa retraite comme joueur en 1997, Maran a commencé sa carrière d'entraîneur en 1997 dans son ancien club de Chievo en tant qu'entraîneur, il a rejoint Brescia  comme entraîneur des jeunes en 1998 et y est resté pendant 2 ans avant de devenir entraîneur des jeunes à Cittadella en 2000.
Maran a été nommé entraîneur en chef de Cittadella en 2002, avant de retourner à Brescia cette fois comme entraîneur en chef en 2005, mais il a été remplacé par Zdenek Zeman comme entraîneur en chef en 2006. Il a rejoint le géant de la Serie B  Bari en 2006, cependant, a été limogé après une série de mauvais résultats et remplacé par Giuseppe Materazzi en février 2007.
Il a rejoint Triestina en juin 2007 et a dirigé le club jusqu'au 15 juin 2009. Le lendemain, il a rejoint l'équipe de la Serie B de Vicence et a réussi à éviter la relégation. Le 15 juin 2010, son contrat à Vicence a été prolongé de 2 ans. Cependant, il a été licencié un an plus tard en tant qu'entraîneur en chef de Vicence le 6 juin 2011.
En octobre 2011, il a rejoint l'équipe de Serie B de Varese remplacement de Benito Carbone comme entraîneur en chef. Il a eu un effet immédiat et a mené  Varese aux séries éliminatoires pour la promotion de la  Serie B mais il a échoué lors de la promotion en Serie A à la Sampdoria, qui a battu Varese 4-2.

#### Serie A
Le 11 juin 2012, après une carrière mixte dans les ligues inférieures, il rejoint Catane en Serie A. Après avoir pris la relève, il a mené Catane à une saison record où ils ont accumulé 56 points en 38 matches de Serie A. La saison a également vu Catania remporter un nombre record de victoires à domicile en une saison, son nombre record de victoires dans une seule campagne de première division, ainsi que son total record de points en Serie A pour la cinquième saison consécutive. Catania a terminé 8e en Serie A, terminant derrière la Lazio à la 7e place.
Maran, cependant, n'a pas réussi à répéter ses résultats impressionnants dans la saison 2013/14, et a finalement été licencié le 20 octobre 2013 après une défaite 1-2 contre Cagliari Calcio qui a laissé Catane dans la zone de relégation. Il a été remplacé par Luigi De Canio.
Le 15 janvier 2014, il a été réengagé en tant qu'entraîneur en chef de Catane, avant d'être licencié pour la deuxième fois le 6 avril, après cinq défaites d'affilée et avec l'équipe la plus basse de la ligue.
Le 19 octobre 2014, il a été nommé entraîneur-chef de Chievo en Serie A, en remplacement d'Eugenio Corini. Il est licencié le 29 avril 2018 à la suite de mauvais résultats.
Il est nommé en juin 2018 entraineur de Cagliari. Le 3 mars 2020, il est démis de ses fonctions et remplacé par Walter Zenga.

## Palmarès
- Championnat d'Italie de D3 :
  - Champion : 1994.
- Championnat d'Italie de D4 :
  - Champion : 1989.